# Solanum paludosum
Em Plantas, Solanum paludosum

## Aspectos gerais
Solanum paludosum, planta conhecida popularmente como “jurubeba-roxa”, é uma espécie arbustiva pertencente à Familia Solanaceae, que também contém plantas de grande importância alimentícia como o pimentão (Gênero Capiscum), tomate (Solanum lycopersium) e a berinjela (Solanum melongena). É uma espécie Neotropical com ampla distribuição na América do Sul, ocorrendo principalmente no Brasil, Venezuela e nas Guianas.
Estudos realizados com essa planta indicam que há um grande potencial farmacológico em suas raízes e frutos em formato de bagas. Entretanto, os frutos são considerados tóxicos para o consumo humano, indicando dispersão de suas sementes por aves e polinização por insetos.
Pesquisas abordando a interação da planta com insetos mostra uma relação mutualística entre a Solanum paludosum e Hymenoptera (formigas). As formigas oferecem a proteção do arbusto contra ataques de herbívoros como cupins, e recebem soluções açucaradas das flores e frutos da planta.

## Características
Solanum paludosum é um arbusto de até 5 m altura com caule cilíndrico recoberto de tricomas e aspecto ferrugíneo. As folhas são alternas e simples, margem (borda) lisa ou apiculada (com pontas agudas), superfície abaxial (inferior) pilosa. Às vezes apresenta acúleos (falsos espinhos) na nervura central; pecíolos (estrutura que liga a folha ao ramo) ora com, ora sem acúleos. 
Inflorescência tipo cimeira não ramificada (uma única flor por pedúnculo), flores de com pétalas de cor violeta de até 2 cm de comprimento e até 4 cm de diâmetro; cálice (conjunto de todas as sépalas) também piloso, persistente no fruto; 5 estames (parte masculina) com anteras amarelas, de deiscência poricida (anteras abrem-se por “janelas”); filetes (“cabos” dos estames) fundidos na base; estilete piloso na base; ovário também piloso. O fruto é uma baga (fruto carnoso com várias sementes) verde, com cerca de 1 - 3 cm de diâmetro, pilosa (pêlos estrelados somente nos frutos) e com manchas escurecidas. 

## Propriedades Farmacológicas
A jurubeba-roxa já era conhecida na medicina popular, sendo usada para tratar de distúrbios do fígado. Pesquisadores da Faculdade de Ciências Farmacêuticas de Ribeirão Preto (Vinculados à USP – Universidade de São Paulo) conseguiram isolar vários tipos de compostos fenólicos (principalmente flavonoides) das folhas de Solanum paludosum Moric. Os compostos obtidos tinham grande potencial antioxidante para células de mamíferos e atividade moduladora de resistência à antibióticos por bactérias, no caso, Staphylococcus aureus. Porém os mesmos compostos foram tóxicos quando a dosagem era excessivamente alta. 